# فرودگاه ماوتا
فرودگاه ماوتا (به انگلیسی: Maota Airport) یک فرودگاه همگانی با کد یاتا MXS است . این فرودگاه در کشور ساموآ قرار دارد .